# مدارس شبانه‌روزی بومیان آمریکا

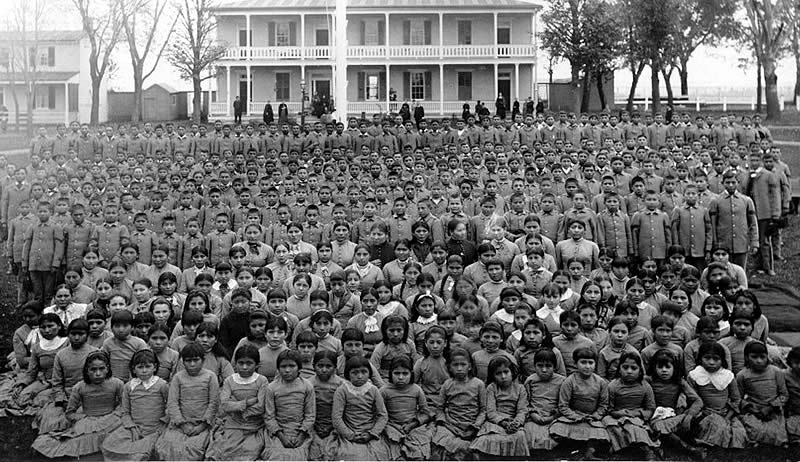
یکی از مدارس شبانه‌روزی بومیان آمریکا در پنسیلوانیا

مدارس شبانه‌روزی بومیان آمریکا (انگلیسی: American Indian boarding schools) در اوایل قرن نوزدهم تا اواسط قرن بیستم در ایالات متحده با هدف اولیه «تمدن» یا جذب کودکان و جوانان سرخ‌پوستان ایالات متحده آمریکا در فرهنگ اروپایی-آمریکایی تأسیس شد. در این فرایند، این مدارس فرهنگ بومیان آمریکا را تحقیر کردند و کودکان را وادار کردند که زبان و مذهب خود را رها کنند. در همان زمان، مدارس در زمینه موضوعات اروپایی-آمریکایی آموزش اولیه را ارائه می‌کردند. این مدارس شبانه‌روزی ابتدا توسط مبلغان مسیحیت با فرقه‌های مختلف مذهب مسیحی تأسیس می‌شد، که اغلب توسط دولت فدرال تأیید می‌شدند تا مأموریت مذهبی و تشکیل مدارس شان را منطقه اختصاصی سرخپوستی ایجاد کنند.